# National Psychological Association for Psychoanalysis
A National Psychological Association for Psychoanalysis (NPAP) é uma instituição sediada em Nova Iorque por Theodore Reik em 1948, em resposta à controvérsia sobre a análise leiga e à questão do treinamento de psicanalistas nos Estados Unidos.
Seguindo a liderança estabelecida por Sigmund Freud, a NPAP ofereceu treinamento para as três principais disciplinas da medicina, assistência social e psicologia, bem como para graduados em humanidades.

## História
Nas décadas seguintes, surgiram inevitavelmente dissensões na organização e outras instituições de treinamento não médico foram criadas nos Estados Unidos.

## Ideologia atual
Atualmente, a organização se vê como uma vibrante associação profissional de analistas, representando uma diversidade de teorias que compõem a investigação psicanalítica contemporânea. Os diversos membros da NPAP são ativos em pesquisa, publicação, legislação, educação pública e assuntos culturais, garantindo assim uma contribuição psicanalítica para a comunidade em geral. A NPAP também publica a revista The Psychoanalytic Review, a mais antiga revista psicanalítica publicada continuamente nos Estados Unidos. 

Consciente de um legado que remonta diretamente a Freud, o Instituto hoje oferece treinamento psicanalítico abrangente, fundamentado na tradição clássica, expandido por ideias contemporâneas e projetado para preparar candidatos para a prática profissional da psicanálise. 